# Стерлинг (город, Шотландия)
Сте́рлинг (англ. Stirling, скотс Stirlin, Strivelin, гэльск. Sruighlea [ˈs̪t̪ruʝlə]) — город в центральной части Шотландии. Административный центр округа Стерлинг, а также один из старейших городов и бывшая столица Шотландского королевства. Население — 37,4 тыс. жителей (2016). Стерлинг является самым маленьким из семи «сити» (city) Шотландии.

## История
Первые поселения на территории современного Стерлинга относятся к каменному веку. Точное происхождение названия города на сегодняшний день неизвестно. Стратегическое значение город приобретает при завоевании Британских островов римскими имперскими войсками, во многом благодаря удобному с точки зрения обороны высокому холму (позже на нём будет построен Стерлингский замок) и отличному стратегическому положению на реке Форт. Согласно современным предположениям, на месте Стерлингского замка располагалась римская крепость Иуддеу.
Переправа, а впоследствии и знаменитый мост через реку Форт, весьма способствовали возрастанию богатства и влияния города Стерлинг. Впервые в списке «королевских городов» (резиденций) город упоминается в XII веке при шотландском короле Давиде I и сохранял место в данном списке до недавних времён (также упоминался под именем Стривелин). Стерлинг был свидетелем двух основных битв длительной англо-шотландской войны XIII—XIV веков: Битвы на Стерлингском мосту в 1297 году и битве у расположенной вблизи города Стерлинга реки Бэннокберн в 1314 году.
Древняя печать городской управы (чья отметка сохраняется на некоторых документах с 1296 года) хранит в себе два девиза славных времён прошлого Стерлинга:
- Hic Armis Bruti Scoti Stant Hic Cruce Tuti — «Британцы силой подступили к нам, Шотландцев Крест Святой хранил от ран».
- Continet Hoc in Se Nemus et Castrum Strivilinse — «Камень замка и дерево города объединены в печати сей».

## Население
Население Стерлинга, согласно переписи 2001 года, составляло 41 243 человека. К середине 2004 года, по некоторым оценкам, население города возросло до 44 460 человек. Население всего округа Стерлинг в 2004 году составляло 86 370 человек. Город Стерлинг занимает третье место среди шотландских городов по темпам прироста населения. Согласно переписи 2001 года, женщины составляли 52,7 % населения, в то время как мужчины — 47,2 %. Процентное отношение жителей младше 16 лет (16,7 %) и жителей пенсионного возраста (17,8 %) меньше, чем в среднем по Шотландии (19,2 и 18,6 % соответственно). Большая часть населения (24,3 %) представляет возрастную группу от 16 до 29 лет. Для населения Стерлинга также характерно высокий процент жителей, рождённых вне пределов Шотландии — 16,5 % (в среднем по стране — 12,8 %). По итогам переписи также выяснилось, что средний возраст жителей города немного моложе среднешотландского — средний возраст мужчин составил 34 года, а средний возраст женщин — 36 лет (в среднем по Шотландии — 37 и 39 лет соответственно). Колебания в количестве жителей города в значительной степени связаны с приездом и отъездом студентов, обучающихся в местном университете.

## Достопримечательности

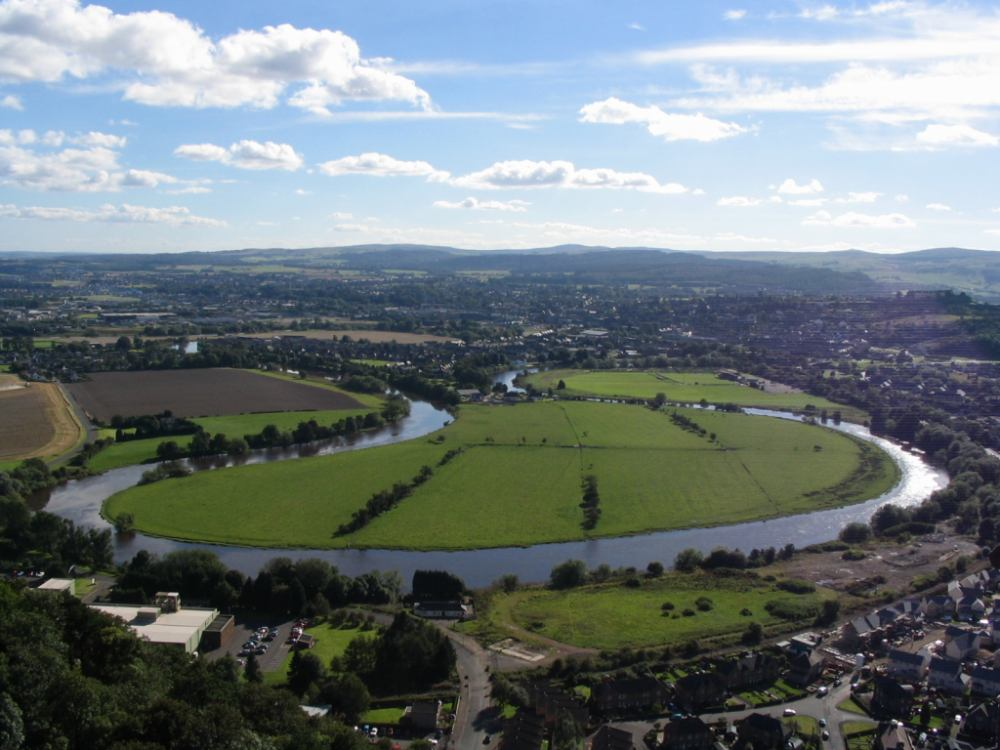
Окрестности города

- Одним из наиболее известных исторических сооружений города является Холирудская церковь (Святого Креста). За исключением Вестминстерского аббатства, это единственная в Британии церковь, принимавшая под своими сводами коронационную церемонию. Здесь 29 июля 1567 года на шотландский трон взошёл Яков VI, сын Марии Стюарт. Он стал первым королём как Англии, так и Шотландии.
- Замок Стерлинг — заложен на вершине скалы в XII веке, почти полностью перестроен в XVI веке, выдержал восемь осад, последнюю — во время восстания якобитов в 1746 году, когда его безуспешно пытался штурмовать Карл Эдуард Стюарт.
- Монумент Уоллеса — 67-метровая четырёхгранная башня в стиле неоготики, возведённая в 1869 году в честь шотландского национального героя Уильяма Уоллеса.
- Национальный парк Лох-Ломонд и Троссахс (частично на территории области).

## Города-побратимы
- Вильнёв-д’Аск, Франция
- Данедин[англ.], США
- Обуда, Венгрия
- Саммерсайд, Канада
- Кечёрен[англ.], Турция[1]